# Aomori

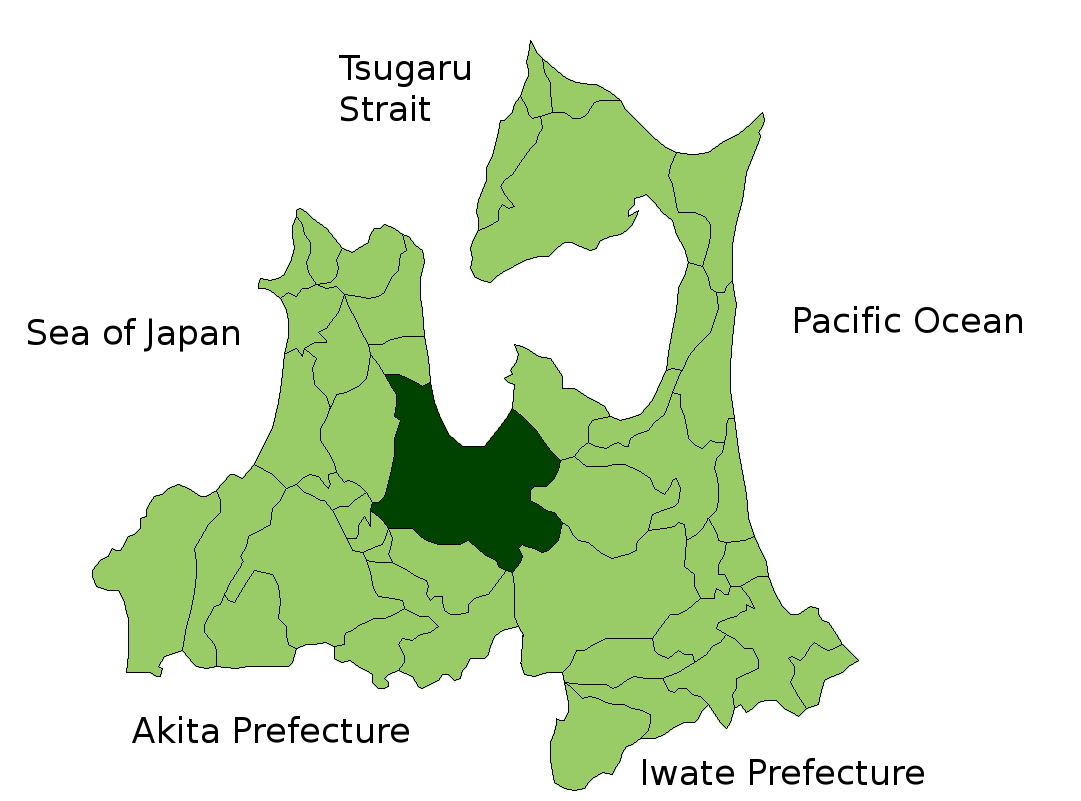
Město Aomori na mapě prefektury Aomori

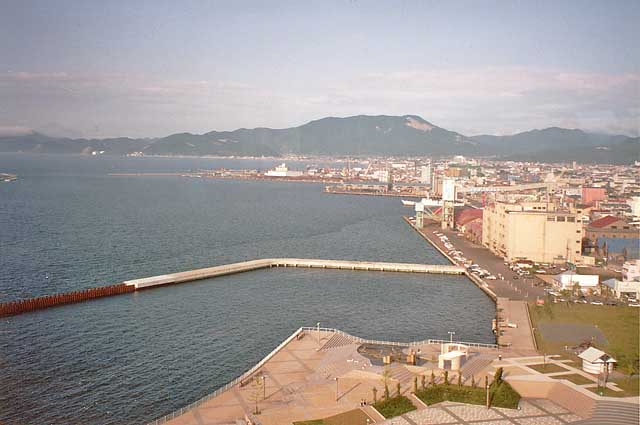
Nábřeží města Aomori

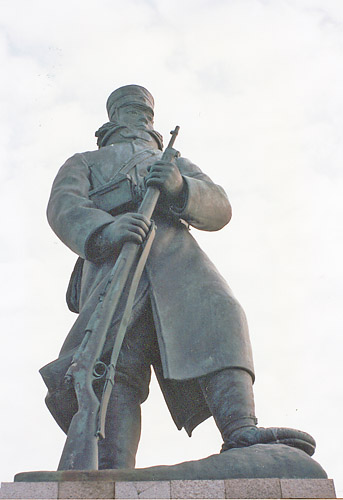
Památník vojáků, kteří zemřeli při překračování pohoří Hakkóda.

Aomori (japonsky 青森市; Aomori-ši) je hlavní město japonské prefektury Aomori (青森県; Aomori-ken) v nejsevernější části ostrova Honšú. Město má největší přístav v prefektuře. Před tím než byl otevřen tunel Seikan, sloužil přístav v Aomori jako vstupní brána ostrova Honšú pro pasažéry a náklad z Hokkaidó – trajekt spojoval Aomori s městem Hakodate na Hokkaidó.
K 1. dubnu 2005 mělo město podle odhadu 314 786 obyvatel a hustotu osídlení 427,71 ob./km². Celková rozloha města je 824,52 km². Údaje zahrnují i dřívější město Namioka, které se spojilo s Aomori 1. dubna 2005.
Aomori získalo statut města 1. dubna 1898.
Aomori doslova znamená modrý (nebo zelený) les. Má se za to, že jméno odkazuje na malý les, který dříve existoval poblíž města a rybáři byl používán jako orientační bod. Podle jiné teorie je název odvozen z ainštiny.

## Partnerská města
- Hakodate, Hokkaidó
- Kecskemét, Maďarsko
- Pchjongtchek, Jižní Korea